# Mikhail Tumanisjvili
Mikhail Tumanisjvili (russisk: Михаи́л Ио́сифович Туманишви́ли) (født 19. juni 1935 i Moskva i Sovjetunionen, død 22. december 2010 i Moskva i Rusland) var en sovjetisk filminstruktør og skuespiller.

## Filmografi
- Otvetnyj khod (Ответный ход, 1981)[1][2]
- Slutjaj v kvadrate 36-80 (Случай в квадрате 36-80, 1982)
- Odinotjnoje plavanije (Одиночное плавание, 1985)
- Avarija - dotj menta (Авария – дочь мента, 1989)
- Volkodav (Волкодав, 1991)